# Podprefektura Shiribeshi
Podprefektura Shiribeshi (jap. 後志総合振興局 Shiribeshi-sōgō-shinkō-kyoku) – podprefektura w Japonii, na wyspie Hokkaido. Jej stolicą jest miasteczko Kutchan. Podprefektura ma powierzchnię 4 305,87 km². W 2020 r. mieszkało w niej 198 888 osób, w 94 222 gospodarstwach domowych  (w 2010 r. 232 940 osób, w 101 454 gospodarstwach domowych) .
W jej skład wchodzi 1 większe miasto (shi), 13 mniejszych (chō) i 6 gmin wiejskich (mura).
| Nazwa                    | Nazwa                        | Nazwa          | Powierzchnia (km²) | Ludność | Kod jednostki | Mapa |
| Polska nazwa             | Rōmaji                       | Kanji          | Powierzchnia (km²) | Ludność | Kod jednostki | Mapa |
| ------------------------ | ---------------------------- | -------------- | ------------------ | ------- | ------------- | ---- |
| Akaigawa                 | Akaigawa-mura                | 赤井川村       | 280,09             | 1 165   | 01409         |      |
| Furubira                 | Furubira-chō                 | 古平町         | 188,36             | 2 745   | 01406         |      |
| Iwanai                   | Iwanai-chō                   | 岩内町         | 70,60              | 11 648  | 01402         |      |
| Kamoenai                 | Kamoenai-mura                | 神恵内村       | 147,79             | 870     | 01404         |      |
| Kimobetsu                | Kimobetsu-chō                | 喜茂別町       | 189,41             | 2 156   | 01398         |      |
| Kuromatsunai             | Kuromatsunai-chō             | 黒松内町       | 345,65             | 2 791   | 01393         |      |
| Kutchan (stolica)        | Kutchan-chō                  | 倶知安町       | 261,34             | 15 129  | 01400         |      |
| Kyōgoku                  | Kyōgoku-chō                  | 京極町         | 231,49             | 2 941   | 01399         |      |
| Kyōwa                    | Kyōwa-chō                    | 共和町         | 304,92             | 5 772   | 01401         |      |
| Makkari                  | Makkari-mura                 | 真狩村         | 114,25             | 2 045   | 01396         |      |
| Niki                     | Niki-chō                     | 仁木町         | 167,96             | 3 180   | 01407         |      |
| Niseko                   | Niseko-chō                   | ニセコ町       | 197,13             | 5 074   | 01395         |      |
| Otaru                    | Otaru-shi                    | 小樽市         | 243,83             | 111 299 | 01203         |      |
| Rankoshi                 | Rankoshi-chō                 | 蘭越町         | 449,78             | 4 568   | 01394         |      |
| Rusutsu                  | Rusutsu-mura                 | 留寿都村       | 119,84             | 1 911   | 01397         |      |
| Shakotan                 | Shakotan-chō                 | 積丹町         | 238,13             | 1 831   | 01405         |      |
| Shimamaki                | Shimamaki-mura               | 島牧村         | 437,18             | 1 356   | 01391         |      |
| Suttsu                   | Suttsu-chō                   | 寿都町         | 95,25              | 2 838   | 01392         |      |
| Tomari                   | Tomari-mura                  | 泊村           | 82,27              | 1 569   | 01403         |      |
| Yoichi                   | Yoishi-chō                   | 余市町         | 140,59             | 18 000  | 01408         |      |
| Podprefektura Shiribeshi | Shiribeshi-sōgō-shinkō-kyoku | 後志総合振興局 | 4 305,87           | 198 888 | 01390         |      |